# Leonhard Frank

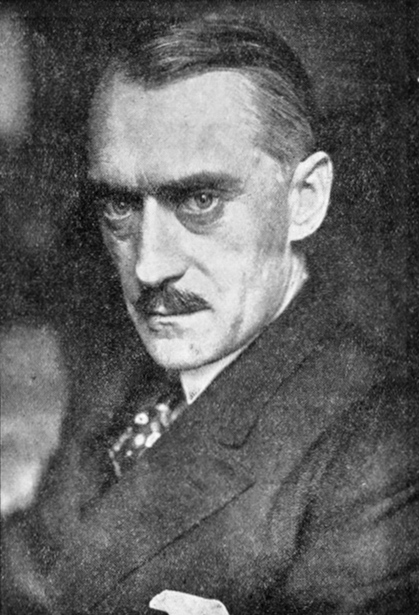
Leonhard Frank.

Leonhard Frank, född 4 september 1882 i Würzburg, död 18 augusti 1961 i München, var en tysk författare, tillhörande den expressionistiska generationen.
Frank debuterade 1913 med romanen Rövarbandet som ännu står naturalismen nära. Under första världskriget blev Frank tendensförfattare med expressionistisk teknik; romanen Die Ursache (1915), påverkad av psykoanalysen, var en flammande protest mot dödsstraffet, och Människan är god (novellsamling 1917) siar om ett kommande broderskapsrike. Romanen Der Bürger (1924) är rent socialistisk. Senare berättelser är Im letzten Wagen (1925), Karl och Anna (1928) och Synd? (1929). Viktiga verk är också romanerna Das Ochsenfurter Männerquartett (1927) och Von drei Millionen drei (1931), där arbetslösheten är motiv.
Alla verk av Leonhard Frank utom Rövarbandet och Das Ochsenfurter Männerquartett brändes under bokbålen runt om i Nazityskland 1933.

## Verk utgivna på svenska
- Människan är god (Albert Bonniers förlag, 1918)
- Maningsord till den i krig, mord och plundring invecklade mänskligheten (1918)
- Rövarbandet (Bonniers, 1920)
- Synd?, roman (1930)
- Karl och Anna (1930)
- Pojkligan. : En roman från efterkrigstidens Tyskland (1951)